# Miguel de Letamendi
Miguel de Letamendi (Isla Trinidad, Capitanía General de Venezuela, 29 de enero de 1792—Lima, 17 de abril de 1871) fue un militar venezolano que participó en varias campañas de las guerras de independencia hispanoamericanas. Luego de formar parte de las tropas fieles al rey español, fue separado por sus ideales independentistas. Participó y tuvo protagonismo como prócer de la independencia de Guayaquil. Luego de la independencia americana, se estableció como comerciante en Guayaquil.

## Primeros años
Miguel de Letamendi nació el 29 de enero de 1792 en la Isla de Trinidad, que en la actualidad pertenece a Trinidad y Tobago, sin embargo, en aquella época formaba parte del territorio de la Capitanía General de Venezuela. Otras fuentes afirman que nació en la ciudad de Caracas. Sus padres fueron el coronel José Matías de Letamendi y la señora Asunción Martínez del Campo, ambos naturales de la ciudad de Sevilla, España.
Siguiendo la línea militar de su padre, Miguel asistió al Colegio Militar de Madrid donde obtuvo merecidas distinciones. Posteriormente viajó nuevamente a las Indias para enlistarse al servicio de la Corona española.

## Batallón Numancia
En 1808 Miguel de Letamendi se integró al afamado batallón Numancia con el grado de «subteniente» bajo las órdenes del general José de La Mar, cuando Napoleón Bonaparte invadió España. Posteriormente, el batallón estaría al mando del mariscal Pablo Morillo, cuando los franceses fueron expulsados de la península ibérica. El rey Fernando VII dispuso que el Numancia, bajo las órdenes de Morillo, se trasladara a Venezuela para hacer frente a los independentistas liderados por Simón Bolívar.
Morillo resolvió emplear en su ofensiva contra las bases de los independentistas venezolanos en la Isla de Margarita a los europeos que venían de refuerzos desde España, al mando del general José de Canterac, aunque iban destinados al virrey del Perú. Así, Morillo decidió quedarse con las tropas europeas que iban al Perú vía Panamá, es decir, uno de los batallones del regimiento "Burgos" (el otro batallón venía por Cabo de Hornos) y además un escuadrón de Lanceros del Rey. En sustitución de las unidades europeas decidió mandar al Perú al batallón Numancia. 
Así el Numancia marchó a pie, en una penosa travesía desde la Nueva Granada, atravesando Ecuador y llegando a Lima en febrero de 1819. Posteriormente pasan a Trujillo donde las compañías 5.ª y 6.ª, que se hallaban en cuadro, completan sus filas con reclutas peruanos. En aquel entonces estaba al mando del teniente coronel español Ruperto Delgado. Más tarde, tras el desembarco en Perú en 1820, de la expedición libertadora del general José de San Martín, crecía la desconfianza del ejército español hacía el virrey Pezuela, al ritmo que también crecía la infiltración revolucionaria hábilmente dirigida por agentes como López Aldana, Joaquín Campino, Rosa Campuzano y Manuela Sáenz, quienes buscaban atraer al "Numancia", íntegramente formado por venezolanos y peruanos, a la causa independentista.

## Independencia de Guayaquil
A Miguel de Letamendi, quién ocupaba ya el rango de «sargento mayor», se le había acusado de tener influencias independentistas junto a otros dos oficiales: León de Febres Cordero y Luis Urdaneta. Los tres oficiales fueron enviados con destino a Popayán en enero de 1820, en donde se gestionaba la reestructuración del batallón Numancia, el cual había sufrido una severa derrota en la batalla de Boyacá. El bergantín angloamericano Tiber, que conducía a los tres oficiales venezolanos, arribó a la ciudad de Guayaquil en la cual haría escala por varios días.
Febres Cordero, Urdaneta y Letamendi, conocieron a varios adeptos con la causa independentista. José de Antepara, al notar sus ideales, los invita a la casa de José de Villamil con motivo de una fiesta, evento que encubría una reunión de independentistas que complotaban contra el régimen español, incluyendo a José Joaquín de Olmedo, y al teniente coronel peruano Gregorio Escobedo, segundo al mando de la guarnición española formada por el batallón de  Granaderos de la Reserva del Cuzco. Los tres oficiales se comprometieron en tomar parte del movimiento, y gestionaron en conjunto con los demás participantes de la denominada «Fragua de Vulcano», los preparativos para el asalto a los cuarteles de la ciudad.
Desde la noche del 8 de octubre comenzó la revuelta, mientras que los complotados avanzaron por varios cuarteles, apresando a los oficiales a cargo y plegando a su favor a la mayoría de los efectivos militares. Así para la mañana del 9 de octubre de 1820, se proclamó la independencia de Guayaquil.
Días después de la proclama independentista guayaquileña, el 14 de octubre, Letamendi fue enviado junto a Villamil a bordo de la goleta ´´Alcance´´ para informar al general José de San Martín en la bahía de Ancón, y al almirante  Lord Cochrane y a todos los pueblos del sur, que Guayaquil mantenía un gobierno libre del dominio español. San Martín, en reconocimiento por su labor y dedicación en el cumplimiento de su misión lo ascendió al grado de «coronel».

## Vida posterior
Una vez fueron concluidas las luchas por la independencia americana con victoria continental frente a la Corona española, Letamendi se radicó en Guayaquil donde estableció —en conjunto con un ciudadano español— la «Casa de Comercio de Letamendi y Codecido».
A principios de 1871, con avanzada edad y convaleciente de una grave enfermedad, por recomendación médica se trasladó a la ciudad de Lima, donde, murió en la mañana del 17 de abril de dicho año. Le decreto honores fúnebres el gobierno peruano y fue sepultado en el Cementerio Presbítero Matías Maestro.
Al conocer de su deceso, el gobierno peruano decretó honores fúnebres para expresar su gratitud en su desempeño militar, ya que había recibido del gobierno español -durante la colonia- dos condecoraciones altísimas: la Cruz de Isabel, La Católica y la de Carlos III, y la del Orden del Sol en grado de «benemérito»; y que luego había sido uno de los principales protagonistas de la independencia americana.